# Aalter
Aalter (nom en néerlandais, officiel au niveau fédéral en français, auparavant orthographié Aeltre en français) est une commune néerlandophone de Belgique située en Région flamande dans la province de Flandre-Orientale dans l'arrondissement administratif de Gand.
Au 1er janvier 2024, la population de la commune était de 29 787 habitants répartis sur une surface totale de 119,85 km2 ce qui donne une densité de population de 249 habitants par km2.
Le bourgmestre d'Aalter est Pieter De Crem.
Depuis le 1er janvier 2019, la commune a fusionné avec Knesselare, mais la commune garde le nom de Aalter.

## Histoire
En 1974, Aalter a fêté ses mille ans d'existence[réf. nécessaire].

## Géographie
Aalter se situe entre Gand et Bruges, à proximité de la E40 et de la ligne 50A du réseau de chemins de fer belges entre Ostende et Bruxelles.

### Sections de la commune
Depuis la fusion des communes de 1977, la commune rassemble l'ancienne commune d'Aalter et ses deux villages : Aalter-Brug et Sint-Maria-Aalter, ainsi que celles de Bellem, Lotenhulle et Poucques auxquelles se sont ajoutées Knesselare et Ursel lors de la fusion de 2019. 
| # | Section          | Superf. (km2) | Habitants (2020) | Habitants par km2 | Code INS depuis 2019 | Code INS avant 2019 |
| - | ---------------- | ------------- | ---------------- | ----------------- | -------------------- | ------------------- |
| 1 | Aalter (I)       | 46,68         | 15 294           | 328               | 44084A               | 44001A              |
| 2 | Knesselare       | 16,67         | 5 422            | 325               | 44084A               | 44029A              |
| 3 | Bellem (II)      | 12,29         | 2 258            | 184               | 44084B               | 44001B              |
| 4 | Ursel            | 20,79         | 2 804            | 135               | 44084B               | 44029B              |
| 5 | Lotenhulle (III) | 17,60         | 2 822            | 160               | 44084C               | 44001C              |
| 6 | Poucques (IV)    | 5,82          | 550              | 96                | 44084D               | 44001D              |

### Communes limitrophes
| Beernem             | Maldeghem |                   |
| Ruiselede - Beernem | Aalter    | Lievegem - Nevele |
| Tielt               | Deinze    |                   |

## Héraldique
|  | La commune possède des armoiries qui lui ont été octroyées le 8 juillet 1986. Le territoire d'Aalter et de Bellem appartenait à l'époque médiévale au domaine de Woestyne. En 1379, le comté fut acheté par le comte de Flandre et il le donna à son fils, le seigneur de Praet. La famille a dirigé le domaine jusqu'en 1488 et, à nouveau, au XVIIIe siècle. Le conseil communal a utilisé un sceau portant les armoiries du domaine de Woestyne, telles qu’elles étaient utilisées par la famille Praet, en or avec une croix rouge. Le 18 décembre 1903, cette croix, avec un champ d'argent au lieu d'un champ d'or, a été attribuée à la commune d'Aalter. Les nouvelles armoiries montrent à la base une croix en argent, qui était supposée être les armoiries des seigneurs de Woestyne avant 1379. Le chef montre le lion, pris dans les armoiries des seigneurs de Poucques, qui possédaient de nombreux biens à Poucques et à Lotenhulle. Blasonnement : De gueules à la croix ancrée d’argent, au chef d’or au lion leopardé de sable, armé et lampassé de gueules. Source du blasonnement : Heraldy of the World. |

## Démographie

### Évolution démographique de la section d'Aalter
Ce graphique indique la population gérée par l'administration communale d'Aalter, soit la commune d'Aalter avant la fusion communale.

### Évolution démographique de la commune fusionnée
Contrairement au graphique précédent, celui-ci indique la population de toutes les anciennes communes formant des sections de l'actuelle commune d'Aalter soit Aalter, Bellem, Lotenhulle, Poucques et depuis le 1er janvier 2019, les anciennes communes formant des sections de la commune de Knesselare, soit Knesselare et Ursel.
- Source : DGS - Remarque: 1806 jusqu'à 1981=recensement; depuis 1990=nombre d'habitants chaque 1er janvier[2]

## Économie
- Industrie des métaux non ferreux
- Agriculture

## Transports

### Réseau ferroviaire
Aalter dispose d'une gare sur la ligne 50A entre Ostende et Bruxelles.